# Arctosa inconspicua
Arctosa inconspicua este o specie de păianjeni din genul Arctosa, familia Lycosidae. A fost descrisă pentru prima dată de Bryant, 1948. Conform Catalogue of Life specia Arctosa inconspicua nu are subspecii cunoscute.